# Setúbal
Setúbal (wym. sɨ.'tu.βaɫ) – miasto satelickie Lizbony, położone w środkowo-zachodniej Portugalii. Znajduje się w dystrykcie Setúbal, w regionie Área Metropolitana de Lisboa. Oddalony od centrum stolicy o 30 km w kierunku południowo-wschodnim.

## Krótki opis
Miejscowość jest położona nad północnym brzegiem zatoki, u ujścia rzeki Sado do Oceanu Atlantyckiego, u podnóża gór Arrábida. W okolicy kolonia delfinów. Założona przez Fenicjan w X w. p.n.e., rozwinęła się jako osada rybacka. Znajdujący się w centrum Kościół Jezusowy (Igreja de Jesus) uważany jest za pierwszą budowlę w charakterystycznym dla Portugalii stylu manuelińskim. Ważny ośrodek szkutnictwa i stolica kulinarna środkowej części kraju. Współcześnie nasila się tendencja do zamykania zakładów przemysłowych (w szczególności fabryk sardelek) i rozwoju turystyki. W Setúbalu urodził się m.in. znany trener piłkarski José Mourinho, oraz poeta romantyczny Manuel Barbosa du Bocage.

## Demografia
| Liczba ludności gminy Setúbal (1801–2011) | Liczba ludności gminy Setúbal (1801–2011) | Liczba ludności gminy Setúbal (1801–2011) | Liczba ludności gminy Setúbal (1801–2011) | Liczba ludności gminy Setúbal (1801–2011) | Liczba ludności gminy Setúbal (1801–2011) | Liczba ludności gminy Setúbal (1801–2011) | Liczba ludności gminy Setúbal (1801–2011) | Liczba ludności gminy Setúbal (1801–2011) | Liczba ludności gminy Setúbal (1801–2011) | Liczba ludności gminy Setúbal (1801–2011) |
| ----------------------------------------- | ----------------------------------------- | ----------------------------------------- | ----------------------------------------- | ----------------------------------------- | ----------------------------------------- | ----------------------------------------- | ----------------------------------------- | ----------------------------------------- | ----------------------------------------- | ----------------------------------------- |
| 1801                                      | 1849                                      | 1900                                      | 1930                                      | 1960                                      | 1981                                      | 1991                                      | 2001                                      | 2004                                      | 2011                                      | 2021                                      |
| 15 442                                    | 15 060                                    | 35 990                                    | 50 456                                    | 56 344                                    | 98 366                                    | 103 634                                   | 113 934                                   | 120 117                                   | 121 185                                   | 123 496                                   |

## Sołectwa
Ludność wg stanu na 2011 r.
- Gâmbia-Pontes-Alto da Guerra (5885 osób)
- Sado (5783)
- São Lourenço (11 638)
- São Simão (7239)
- Nossa Senhora da Anunciada (13 738)
- Santa Maria da Graça (7620)
- São Julião (16 740)
- São Sebastião (52 542)

## Zabytki
- katedra Matki Bożej Łaskawej

## Galeria

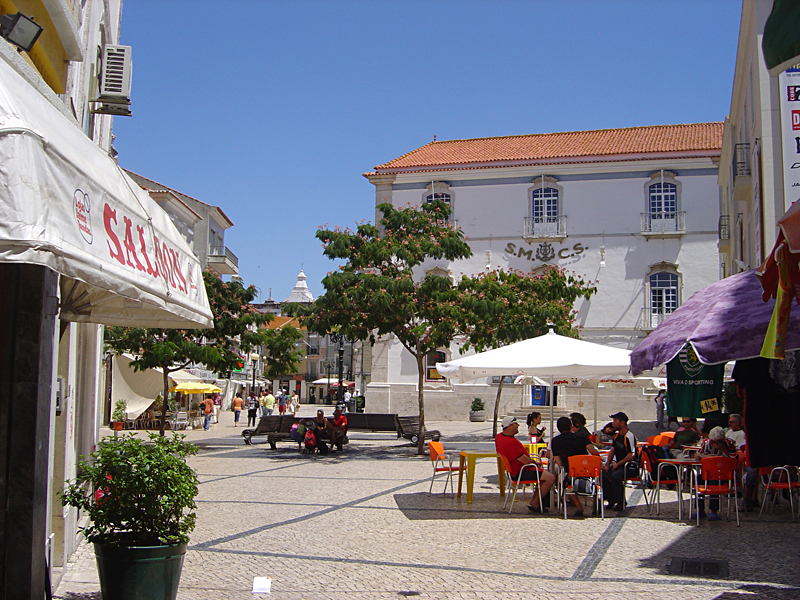
Plac Misericórdia
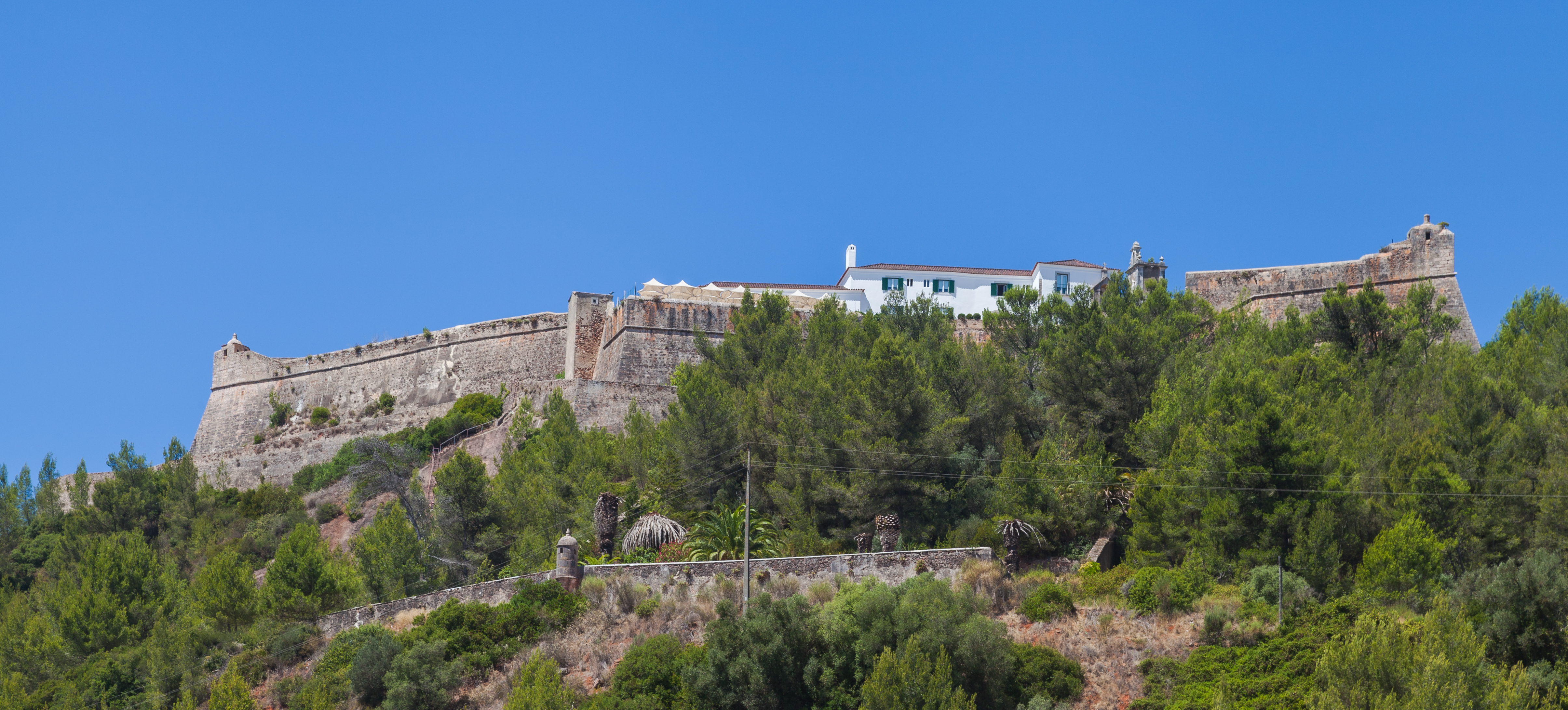
Forte de São Filipe de Setúbal

## Klimat
| Miesiąc                                           | Sty  | Lut  | Mar  | Kwi  | Maj  | Cze  | Lip  | Sie  | Wrz  | Paź  | Lis  | Gru  | Roczna |
| ------------------------------------------------- | ---- | ---- | ---- | ---- | ---- | ---- | ---- | ---- | ---- | ---- | ---- | ---- | ------ |
| Średnie temperatury w dzień [°C]                  | 15.3 | 16.7 | 19.4 | 20.5 | 23.4 | 27.4 | 29.9 | 30.1 | 27.8 | 23.3 | 18.8 | 15.9 | 22,4   |
| Średnie dobowe temperatury [°C]                   | 10.1 | 11.3 | 13.5 | 14.8 | 17.4 | 20.9 | 23.1 | 23.2 | 21.3 | 17.9 | 13.9 | 11.3 | 16,6   |
| Średnie temperatury w nocy [°C]                   | 4.8  | 5.8  | 7.6  | 9.1  | 11.4 | 14.3 | 16.2 | 16.3 | 14.8 | 12.4 | 9.0  | 6.6  | 10,7   |
| Opady [mm]                                        | 98.4 | 75.3 | 53.3 | 66.7 | 48.5 | 16.8 | 3.7  | 3.7  | 27.2 | 97.6 | 119  | 125  | 735    |
| Źródło: Instituto Português do Mar e da Atmosfera |      |      |      |      |      |      |      |      |      |      |      |      |        |

| Sty  | Lut  | Mar  | Kwi  | Maj  | Cze  | Lip  | Sie  | Wrz  | Paź  | Lis  | Gru  | Rok  |
| ---- | ---- | ---- | ---- | ---- | ---- | ---- | ---- | ---- | ---- | ---- | ---- | ---- |
| 15,7 | 15,2 | 15,1 | 16,3 | 17,5 | 18,8 | 19,2 | 19,8 | 20,0 | 19,9 | 18,2 | 16,6 | 17,7 |

## Miasta partnerskie
- Leiria, Portugalia
- Beauvais, Francja
- Pau, Francja
- Tordesillas, Hiszpania
- Porto Seguro, Brazylia
- Quelimane, Mozambik
- Debreczyn, Węgry
- Asfi, Maroko
- Tarrafal, Republika Zielonego Przylądka
- Bobigny, Francja